# Les Triplettes de Belleville
Les triplettes de Belleville (bra: As Bicicletas de Belleville; prt: Belleville Rendez-Vous) é um filme  de animação franco-belga-canado-leto-britânico de 2003, dos géneros comédia e aventura, dirigido por Sylvain Chomet. 
Foi apresentado como hors concours no Festival de Cannes 2003.
O filme concorreu ao Oscar 2004 de melhor filme de animação e de melhor canção original ("Belleville Rendez-Vous").

## Sinopse
Percebendo a aptidão do neto Champion na bicicleta, sua avó o incentiva a treinar cada vez mais, para que se torne um grande campeão. Durante a disputa da Volta da França, porém, Champion é sequestrado.